# 山田和明
山田和明（やまだ かずあき、1981年5月12日 - )は、福岡県直方市出身のシンガーソングライター、ストリートミュージシャン。血液型A型。
ギターの弾き語りで路上ライブを行っている。よく直方駅で年末になるとカウントダウンを行う。
熱唱オンエアバトルでハリガネロックのユウキロックに「もしこれから売れて紅白のオファーが来たらどうする？」と聞かれ山田本人は「ストリートをとる」といい、ユウキロックに「嘘付け!」とツッコまれた。

## メンバー
- 山田和明（ボーカル・ギター）

## サポートメンバー
- 馬渕智裕（ジャンベ・ギター・ベース）

## 熱唱オンエアバトルの結果
| オンエア？ | 放送回 | 重量（KB） | 順位   | 曲名       |
| ---------- | ------ | ---------- | ------ | ---------- |
| オンエア   | 34     | 413KB      | 3/10位 | 水恋歌     |
| オンエア   | 45     | 377KB      | 5/10位 | それでいい |
| オンエア   | 53     | 345KB      | 3/10位 | キミ色     |

第2回チャンピオン大会 セミファイナルBブロック（2006年3月10日放送）では、377KBを獲得し、11人中第8位となり、ファイナル進出とはならなかった。歌唱曲タイトルは『雪』。